# Hillsong Church

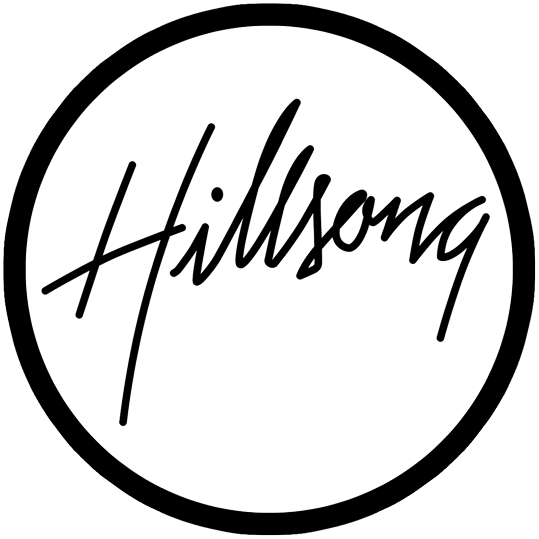
Hillsong logo.

L'Hillsong Church è una Chiesa evangelica pentecostale, associata alle "Australian Christian Churches" e situata a Sydney e a Brisbane. Fondata nel 1983 col nome di Hills Christian Life Centre da Brian Houston e sua moglie Bobbie, si occupa, tramite la casa discografica Hillsong Music Australia, di produzioni musicali di musica cristiana contemporanea.
I coniugi Houston sono entrambi pastori. La Hillsong church contava nel 2010 circa 23.000 fedeli, un istituto biblico, un canale televisivo e uffici in varie nazioni in tutto il mondo. Per il culto sono organizzate celebrazioni con un accompagnamento musicale professionale (chitarre elettriche, casse acustiche, effetti speciali).
La chiesa è stata criticata per le grandi somme maneggiate ma gli Houston si difendono sostenendo che i proventi sono destinati a opere caritative in tutto il mondo.
Brian Houston è stato fino al 2009 presidente delle Australian Christian Churches, l'emanazione australiana della organizzazione Assemblea Mondiale delle Assemblee di Dio.

## Discografia

### Hillsong Live Praise & Worship albums
- Spirit And Truth (1988)
- Show your Glory (1990)
  - The Power Of Your Love (1992)
  - Stone's Been Rolled Away (1993)
  - People Just Like Us (1994)
  - Friends In High Places (1995)
  - God Is In The House (1996)
  - All Things Are Possible (1997)
  - Touching Heaven Changing Earth (1998)
  - By Your Side (1999)
  - For This Cause (2000)
  - You Are My World (2001)
  - Blessed (2002)
  - Hope (2003)
  - For All You've Done (2004)
  - God He Reigns (2005)
  - Mighty to Save (2006)
  - Saviour King (2007)
  - This is our god (2008)
  - Faith + Hope + Love (2009)
  - A Beautiful Exchange (2010)
  - God is Able (2011)
  - Cornerstone (2012)
  - Glorious Ruins (2013)
  - No Other Name (2014)
  - Open Heaven/ River Wild (2015)

### Hillsong United albums
- 1998 - One (EP)
- 1999 - Everyday (live)
- 2000 - Best Friend (live)
- 2001 - King of Majesty (live)
- 2002 - To the Ends of the Earth (live)
- 2004 - More Than Life (live)
- 2005 - Look to You (live)
- 2006 - United We Stand (live)
- 2007 - All of the Above (studio) e In a Valley by the Sea (EP)
- 2008 - The I Heart Revolution: With Hearts As One (live)
- 2009 - Across the Earth: Tear Down the Walls (live)
- 2011 - Aftermath (studio)
- 2012 - Live in Miami: Welcome to the Aftermath (live)
- 2013 - Zion (studio)

### Hillsong London albums
1. Shout God's Fame (2006)
2. Jesus Is (2006)
3. Jesus Is Re:Mix (2007)
4. Hail To The King (2008)

### Hillsong Kids albums
1. Jesus Is My Superhero (2004)
2. Super Strong God (2005)
3. Supernatural (2006)
4. Tell The World (2007)
5. Follow You (2009)

### Hillsong Young & Free albums
1. We Are Young & Free (2013)
2. Youth Revival (2016)
3. III (2018)

### Hillsong Kiev albums
1. «Мы будем славить» We Will Praise (1995)
2. «Это знает душа моя» This My Soul Knows (1996)
3. «С Богом возможно всё!» We Like To Sing About This (1997)
4. «Прыгай в небеса» All Things Are Possible (1998)
5. «Мы любим петь об этом» Jump To The Jam (1999)
6. «План» Plan (2000)
7. «Небеса на земле» Heaven On Earth (2001)
8. «Революция» Revolution (2002)
9. «Лучший Друг» Best Friend (2003)
10. «Царь Величия» King Of Majesty (2004)
11. «Пожар» Burn (2004)
12. «Слава в вышних» Glory In The Highest (2005)
13. «Иисус Мой Супергерой» Jesus Is My Superhero - KIDS (2005)
14. «Это Мой Дом» This Is My Home (2006)
15. «Спасение» Salvation - UNITED (2006)
16. «Суперcильный Бог» Superstrong God - KIDS (2006)
17. «Господь Всего» Lord Of All "Kiev, London and Sydney" (2007)
18. «Сверхъестественный Бог» Supernatural God - KIDS (2007)
19. «Алтарь» Altar (2008)

### Hillsong Preview
1. Preview 1 (2004)
2. Preview 2 (2004)
3. Preview 3 (2004)
4. Preview 4 (2005)
5. Preview 5 (2005)
6. Preview 6 (2005)
7. Preview 7 (2007)
8. Preview 8 (2007)

### Hillsong Compilations
1. Hills Praise (1996)
2. Shout To The Lord (1996)
3. Shout To The Lord 2000 (1999)
4. The Platinum Collection Volume 1 (2003)
5. The Platinum Collection Volume 2 (2003)
6. Extravagant Worship: The Songs Of Darlene Zschech (2002)
7. Extravagant Worship: The Songs Of Reuben Morgan (2003)
8. Ultimate Worship Volume 1 (2005)
9. Extravagant Worship: The Songs Of Miriam Webster (2007)
10. Ultimate Worship Volume 2 (2008)

### Hillsong Worship Albums
1. Simply Worship 1 (1996)
2. Simply Worship 2 (1997)
3. Simply Worship 3 (1998)
4. Overwhelmed (2002)
5. Amazing Love(2003)
6. Faithful (2004)
7. Songs For Communion: 14 Songs For Intimate Worship (2006)

### Christmas Albums
1. Christmas Worship (2001)
2. Celebrating Christmas (2005)

### Instrumentals Albums
1. Secret Place (2001)
2. Forever (2003)

### Hillsong Chapel albums
1. Yahweh (2011)
2. Forever Reign (2012)